# Кярла
Кя́рла (эст. Kärla) — деревня в волости Сааремаа уезда Сааремаа, Эстония.
До административной реформы местных самоуправлений Эстонии 2017 года (2014—2017 гг.) входил в состав волости Ляэне-Сааре (упразднена).

## География и описание
Расположен в юго-западной части острова Сааремаа, на берегу реки Кярла, в 20 км к северо-западу от волостного и уездного центра — города Курессааре. Высота над уровнем моря — 15 метров.  
Климат умеренный. Официальный язык — эстонский. Почтовые индексы: 93501, 93594 (до востребования).

## Население
По переписи населения 2021 года, в Кярла насчитывалось 537 жителей, из них 521 (97,0 %) — эстонцы.
По данным переписи населения 2011 года в посёлке проживали 908 человек, из них 820 (90,3 %) — эстонцы.
В 2000 году население Кярла составляло 1007 человек, из них около 400 — жители Сымераского дома престарелых.
Численность населения посёлка Кярла по данным переписей населения:
| Год  | 1979 | 1989   | 2000   | 2011  | 2021  |
| ---- | ---- | ------ | ------ | ----- | ----- |
| Чел. | 1347 | ↗ 1477 | ↘ 1007 | ↘ 908 | ↘ 537 |

## История
В 1438 году упоминается самостоятельный церковный приход Кярла (Kargell). В 1454 году он упоминается как Kargel. В середине XVI века здесь была основана государственная мыза Кергель (нем. Kergel, Kergelhof, Кярла, эст. Kärla mõis).
В 1824 году в приходе была открыта церковно-приходская школа.
В 1843 году на месте разрушенной средневековой церкви (первые сведения о ней относятся к 1313 году) была из плитняка построена Кярлаская церковь Марии Магдалины). Пасторат Кергель (нем. Pastorat Kergel, эст. Kärla kirikumõis) при ней являлся центром епископства.
В 1920-х годах, после земельной реформы, на землях бывшей государственной мызы сформировалось поселение Кярла. В конце 1930-х годов его объединили с деревней Йыэкюла (эст. Jõeküla, ~ 1900 Іоэ-кюля). На картах 1950-х годов населённый пункт обозначается также как Когула (эст. Kogula), под этим названием подразумевалось расположенное в нём военное лётное поле. 
Посёлок Кярла сформировали в 1975 году из части поселения Кярла (эст. Kärla asundus), поселения Кирику (эст. Kiriku asundus), санаторного поселения Сымера (эст. Sõmera raviasula), деревни Кулли (эст. Kulli) и части деревни Мыннусте (эст. Mõnnuste). Название Кирику (с эст. — «Церковное») происходит от церковной мызы Кергель (эст. Pastorat Kergel), эст. Kärla kirikumõis), которой ранее принадлежала северная часть современного посёлка.
В советское время посёлок был центром колхоза «Кярла». Общий земельный фонд колхоза в 1978 году составлял 11,1 тыс. га, из них обрабатываемых земель — 3,2 тыс. га, численность работников — 385 человек. В посёлке работали агаровый цех кондитерской фабрики «Калев», 8-классная школа, библиотека, почтовое отделение и  Сымераский дом инвалидов. 
С 1976 года до декабря 2021 года в посёлке работал Сымераский дом по уходу. Его здания были изначально построены как военные казармы, и в советское время там проживало до 500 человек. В  декабре 2021 года дом по уходу, состоящий из 11 жилых зданий, дневного центра, столовой и большого числа вспомогательных строений, был выставлен на аукцион. 
В 1949 году на расположенной на кладбище Кярла братской могиле советских воинов, павших во Второй мировой войне (исторический памятник с 1997 до 2023 года), был установлен памятник с надписью на эстонском и русском языках «1941—1945 Вечная слава героям, павшим в боях за свободу и независимость нашей Родины». Здесь похоронены советские солдаты, павшие в Моонзундской операции 1944 года. В 1984 году здесь был также открыт памятник советским лётчикам, погибшим в 1941 году. Вокруг основного обелиска установлено 10 плит с именами. В протоколе от 30 ноября 2022 года, составленном рабочей группой по советским памятникам при Госканцелярии Эстонии, этот памятник не упоминается, т. е. решение о его признании «красным монументом» (подлежащим демонтажу или замене) или т. н. «нейтральным» (который разрешено сохранить в общественном пространстве), эстонские власти не приняли. Cудьбу памятника должна была решить волостная управа. Памятник был демонтирован в 2023 году (см. Список советских военных памятников Эстонии).

## Инфраструктура
По состоянию на 2023 год в посёлке работали детский сад, основная школа (в 2002/2003 учебном году 201 ученик, в 2009/2010 уч. году — 120, в 2023/2024 уч. году — 154), народный дом, библиотека (отделение Центральной библиотеки уезда Сааремаа), музыкальная школа, спортхолл и магазин торговой сети «Coop». В посёлке есть певческая эстрада.

## Достопримечательности
- Церковь Марии Магдалины,  памятник архитектуры с 2004 года. Здание в стиле классицизма, в интерьере представлены самые красивые деревянные скульптуры Эстонии эпохи Возрождения, в частности эпитафия владельца мызы Падель (нем. Padel) Отто фон Буксгевдена (1591 г.)[4] Башня церкви, которая изначально была высокой, мешала советским самолетам, поэтому 15 августа 1940 года она была снесена. Сама церковь некоторое время использовалась в качестве казармы[12].
- Церковный сад, археологический памятник и  исторический памятник. Относится, вероятно, к XIII—XIV столетиям. В юго-восточном углу сада ранее находилась отдельная колокольня (была в ветхом состоянии уже в 1930-е годы, снесена в 1980-е годы). С южной стороны сада сохранилась часть исторической стены сухой кладки, остальные стороны огорожена сетчатым забором[27].
- Кярлаский парк (4,4 га, охраняется государством)[28][4].

## Галерея

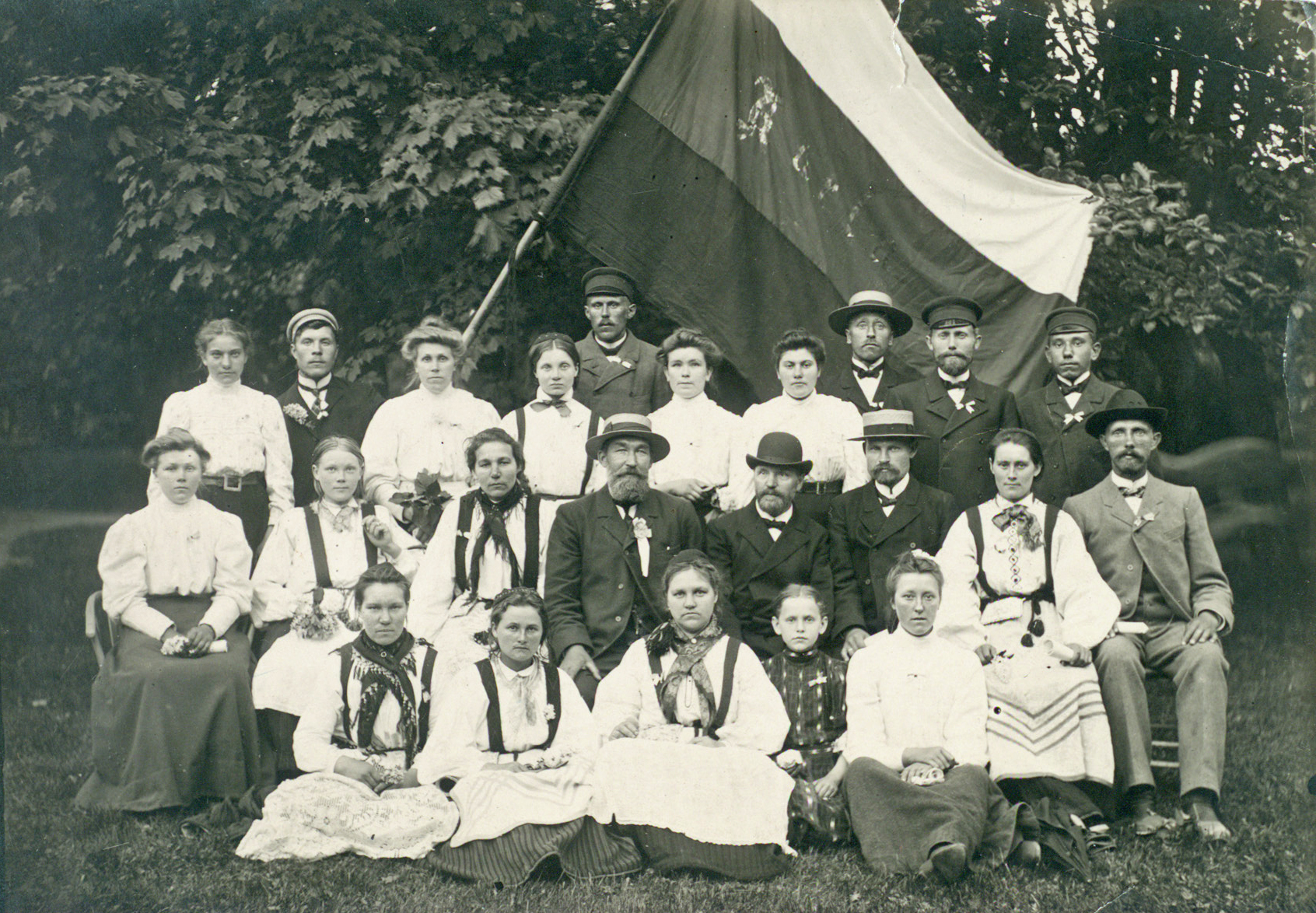
Кярлаский хор, 1909 год
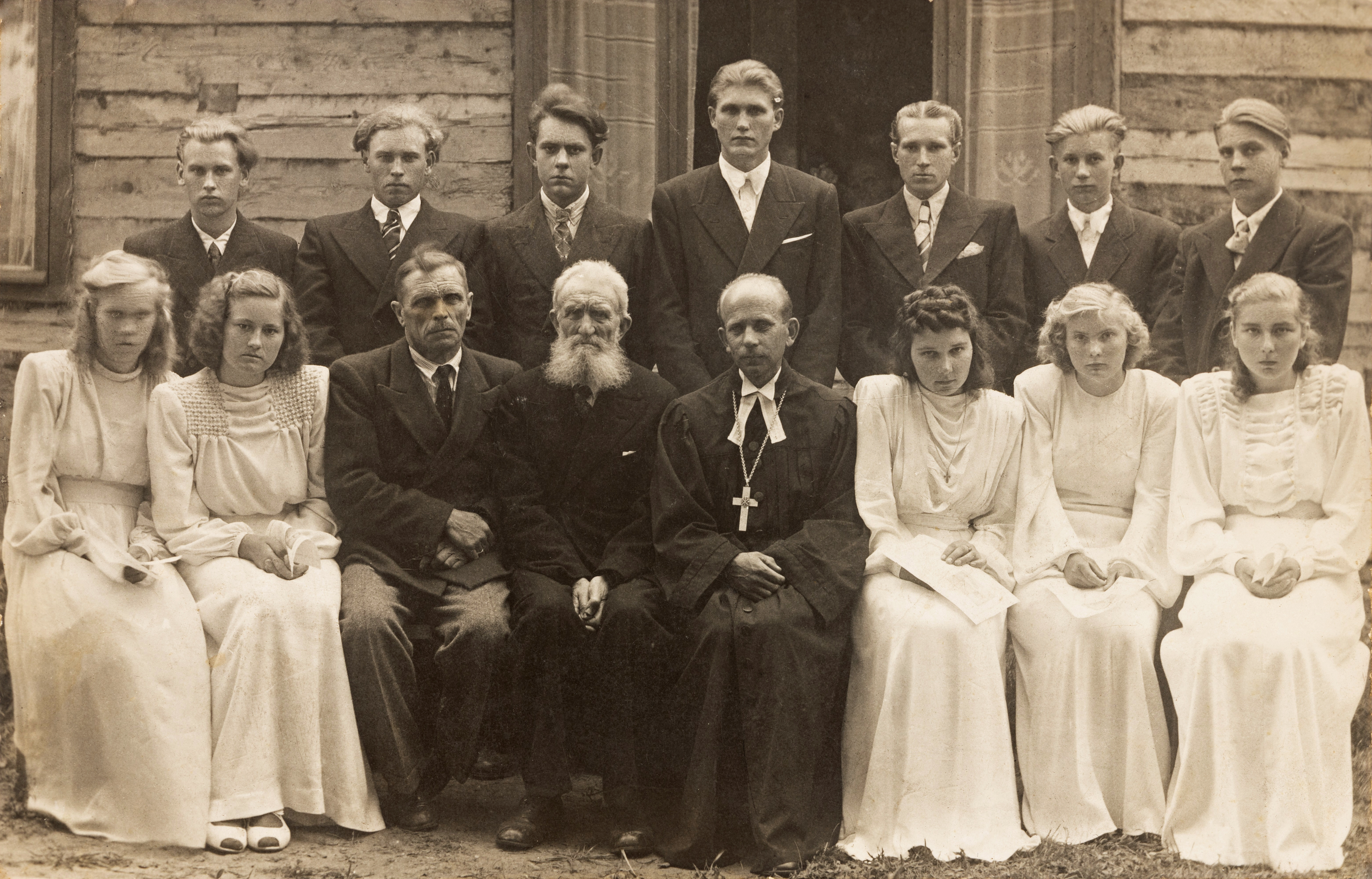
Конфирмация в приходе Кярла, 1930-е годы
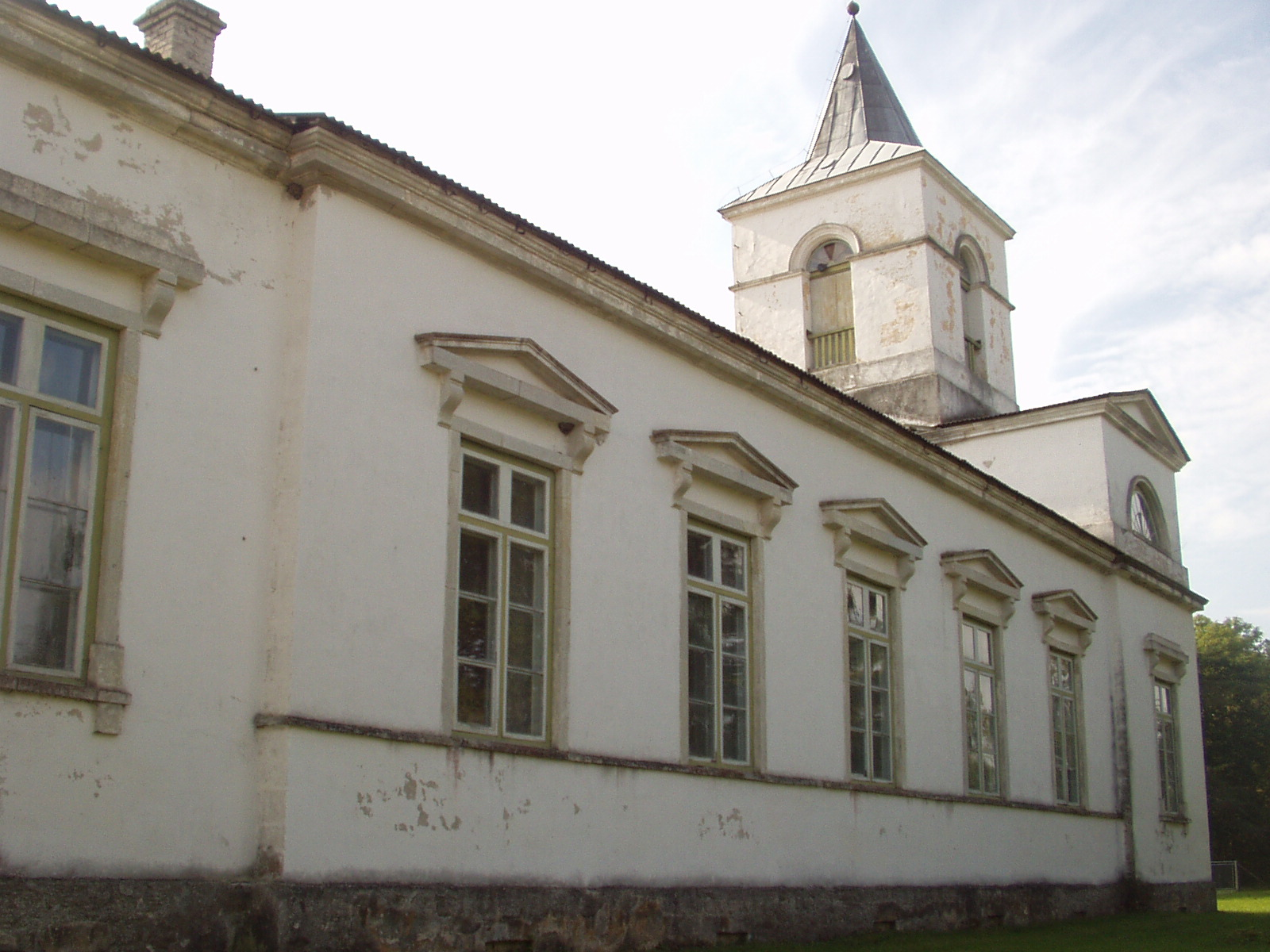
Церковь Марии Магдалины
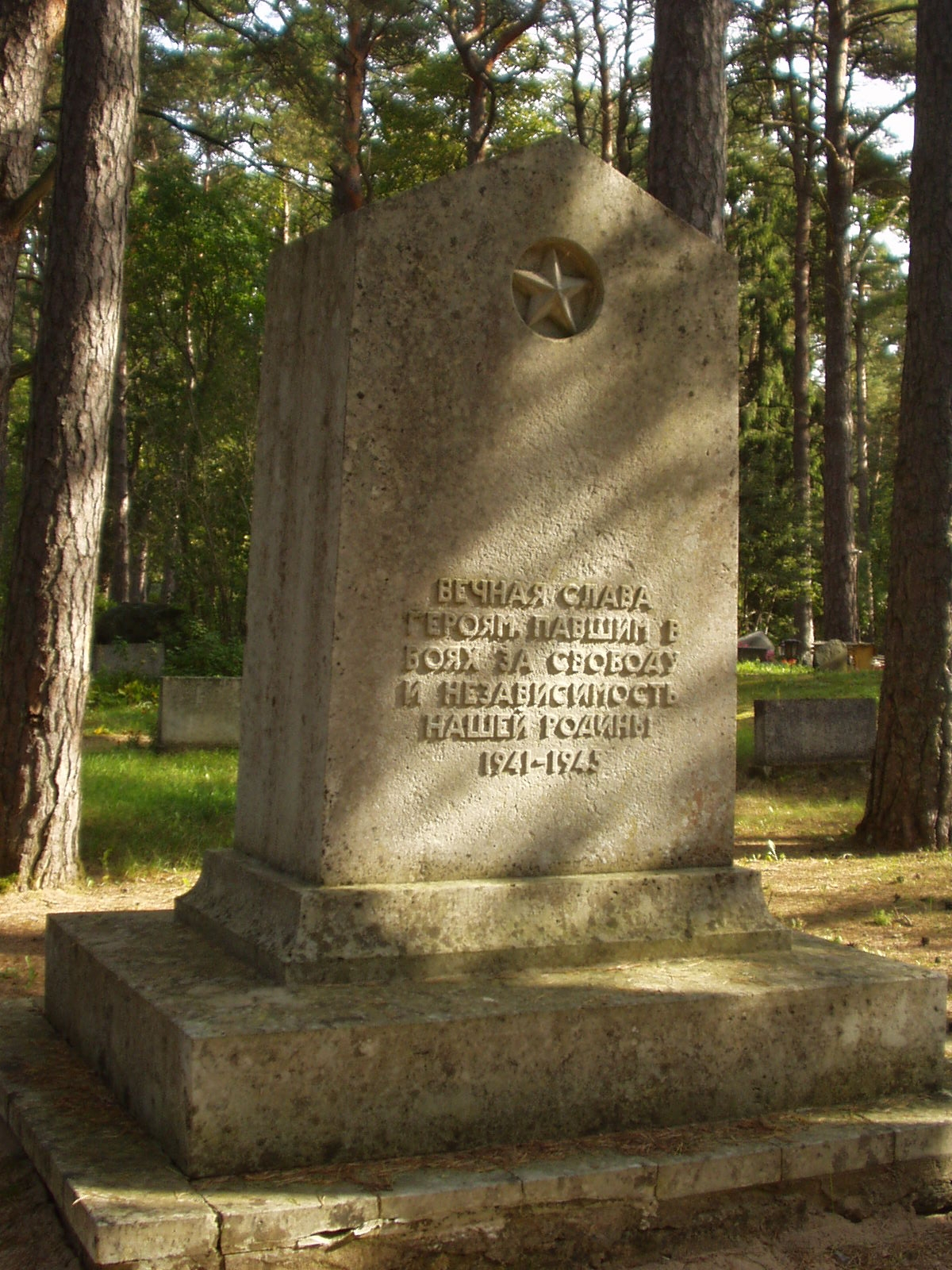
Советский памятник на братской могиле павших во II мировой войне на кладбище Кярла. Демонтирован в 2023 году

### Комментарии
1. ↑  Эстонские топонимы, оканчивающиеся на -а, не склоняются и не имеют женского рода (исключение — Нарва)[6].